# Ludwig Rellstab
Pour le joueur d'échecs allemand, voir Ludwig Rellstab (joueur d'échecs).
Heinrich Friedrich Ludwig Rellstab, né le 13 avril 1799 à Berlin où il est mort le 27 novembre 1860, est un poète, journaliste et critique musical prussien.
Sept de ses poèmes furent mis en musique par Franz Schubert dans Le Chant du cygne (Schwanengesang). Il inspira également des lieder à Franz Liszt. Rellstab est également connu pour avoir donné le surnom de Clair de lune à la célèbre Sonate pour piano no 14 de Beethoven.